# مفهوم‌نگاشت
مفهوم‌نگاشت: یک زبان فرمولی اندیشهٔ محض ساخته‌شده بر اساس الگوی زبان فرمولی حساب (انگلیسی: Begriffsschrift) کتابی است از گوتلوب فرگه ریاضی‌دان، منطق‌دان و فیلسوف آلمانی. این کتاب در سال ۱۸۷۹ میلادی منتشر گردید. کتاب برداشت و مفهوم نوشتار درباره سیستم صوری و علم منطق و منطق ریاضی است. این کتاب توسط طالب جابری به فارسی ترجمه شده است.